# Rúben Guerreiro
Rúben António Almeida Guerreiro (Montijo, 6 juli 1994) is een Portugees wielrenner die sinds 2023 rijdt bij het Spaanse Movistar Team.

## Carrière
Guerreiro werd meermaals nationaal kampioen van Portugal: in 2012 bij de junioren, in 2016 bij de beloften en in 2017 bij de elite. In 2019 reed hij zijn eerste grote ronde, de Ronde van Spanje, waarbij hij 17de werd in het eindklassement. Een jaar later, in 2020, was hij succesvol met een etappezege in de Ronde van Italië: hij won er de negende etappe naar het skioord Aremogna (bij Roccaraso) door op de steile slotklim zijn medevluchter Jonathan Castroviejo te verslaan. Hiermee was Guerreiro de eerste Portugese ritwinnaar in de Giro sinds Acácio da Silva, 31 jaar ervoor. Dankzij zijn zege veroverde Guerreiro ook de blauwe leiderstrui van het bergklassement, die hij uiteindelijk naar het eindpodium in Milaan wist te brengen.

## Overwinningen

### Resultaten in voornaamste wedstrijden
| Jaar | Ronde van Italië | Ronde van Frankrijk | Ronde van Spanje |
| ---- | ---------------- | ------------------- | ---------------- |
| 2017 |                  |                     |                  |
| 2018 |                  |                     |                  |
| 2019 |                  |                     | 17e              |
| 2020 | 33e (1)          |                     |                  |
| 2021 | opgave           | 18e                 |                  |
| 2022 |                  | opgave              |                  |
| 2023 |                  | opgave              | opgave           |
| 2024 |                  |                     |                  |
| 2025 |                  |                     |                  |

| Jaar | Amstel Gold Race | Luik-Bast.‑Luik | Ronde van Lombardije | Waalse Pijl | Strade Bianche | Bretagne Classic |  | WK op de weg |  | Wereldranglijsten |
| ---- | ---------------- | --------------- | -------------------- | ----------- | -------------- | ---------------- |  | ------------ |  | ----------------- |
| 2017 | 74e              | 88e             |                      | 43e         |                | 6e               |  | opgave       |  | 128e (UWT)        |
| 2018 | 56e              | opgave          |                      | opgave      |                | 5e               |  | opgave       |  | 87e (UWT)         |
| 2019 | opgave           |                 |                      | 90e         | 22e            |                  |  | opgave       |  |                   |
| 2020 |                  |                 | 17e                  |             |                |                  |  | opgave       |  |                   |
| 2021 |                  |                 |                      |             |                |                  |  |              |  |                   |
| 2022 |                  | opgave          |                      | 7e          | 15e            |                  |  |              |  |                   |
| 2023 | 39e              | 23e             |                      | 30e         |                |                  |  | opgave       |  |                   |
| 2024 |                  |                 |                      |             |                |                  |  |              |  |                   |
| 2025 | opgave           | 55e             |                      | 50e         | opgave         |                  |  |              |  |                   |

### Resultaten in kleinere rondes
| Jaar | Tour Down Under | Parijs-Nice | Tirreno-Adriatico | Ronde van Catalonië | Ronde van het Baskenland | Ronde van Californië | Critérium du Dauphiné | Ronde van Polen | BinckBank Tour | Ronde van Turkije |
| ---- | --------------- | ----------- | ----------------- | ------------------- | ------------------------ | -------------------- | --------------------- | --------------- | -------------- | ----------------- |
| 2017 | 18e             |             |                   |                     |                          | 85e                  |                       | opgave          | 31e            |                   |
| 2018 | 9e              |             |                   |                     | opgave                   | 14e                  | opgave                |                 | opgave         | 6e                |
| 2019 | 8e              |             |                   |                     |                          |                      |                       |                 |                |                   |
| 2020 |                 |             | 33e               |                     |                          |                      |                       |                 |                |                   |
| 2021 |                 |             |                   | 23e                 |                          |                      |                       |                 |                |                   |
| 2022 |                 |             | opgave            |                     |                          |                      |                       |                 |                |                   |
| 2023 |                 |             |                   |                     | 23e                      |                      |                       | 25e             |                |                   |
| 2024 | 14e             | 21e         |                   |                     |                          |                      |                       |                 |                |                   |
| 2025 |                 |             |                   |                     |                          |                      | 61e                   |                 |                |                   |

## Ploegen
- 2015 –  Axeon Cycling Team
- 2016 –  Axeon Hagens Berman
- 2017 –  Trek-Segafredo
- 2018 –  Trek-Segafredo
- 2019 –  Team Katjoesja Alpecin
- 2020 –  EF Education First Pro Cycling
- 2021 –  EF Education-Nippo
- 2022 –  EF Education-EasyPost
- 2023 –  Movistar Team
- 2024 –  Movistar Team
- 2025 –  Movistar Team

Barta · Curran · Daniel · Eaton · Geoghegan Hart · Guerreiro · O'Donnell · Oien · Oram · Owen · Putt · Swirbul · Young
Barta · Brown · Costa · Curran · Daniel · Dunbar · Geoghegan Hart · Guerreiro · Joyce · Neilands · O'Donnell · Oien · Owen · Powless · Williams · Young
Alafaci · Beppu · Bernard · Brändle · Cardoso · Coledan · Contador · Daniel · Degenkolb · Didier · Felline · Gogl · Guerreiro · Hernández · Irizar · de Kort · Mollema · Nizzolo · Pantano · Pedersen · van Poppel · Rast · Reijnen · Stetina · Stuyven · Theuns · Zubeldia · Conci (stagiair) · Moschetti (stagiair) · Toovey (stagiair)
Alafaci · Beppu · Bernard · Brambilla · Brändle · Conci · Daniel · Degenkolb · Didier · Eg · Felline · Frame · Gogl · Grmay · Guerreiro · Irizar · de Kort · Mollema · Mullen · Nizzolo · Pantano · Pedersen · van Poppel · Rast · Reijnen · Skujiņš · Stetina · Stuyven
Battaglin · Biermans · Boswell · Cras · Debusschere · Dowsett · Fabbro · Gonçalves · Guerreiro · Haas · Haller · Hollenstein · Kittel · Koeznetsov · Kotsjetkov · Navarro · Politt · Smit · Špilak · Strachov · Tanfield · Würtz Schmidt · Zabel · Zakarin
Bennett · Bettiol · Caicedo · Carthy · Clarke · Cort · Craddock · Docker · Guerreiro · Halvorsen · Higuita · Hofland · Howes · Kangert · Keukeleire · Langeveld · Martínez · Morton · Owen · Powless · Rutsch · Scully · Urán · Van den Berg · Van Garderen · Vanmarcke · Villalobos (tot 1 augustus) · Whelan · Woods · Bissegger (stagiair)
Arroyave Cañas · Barta · Beppu · Van den Berg · Bettiol · Bissegger · Caicedo · Camargo · Carr · Carthy · Cort · Craddock · Docker · El Fares · Van Garderen tot en met 21 juni · Guerreiro · Higuita · Hofland · Howes · Keukeleire · Langeveld · Morton · Nakane · Owen · Powless · Rutsch · Scully · Urán · Valgren · Whelan
Arroyave Cañas · Bettiol · Bissegger   · Caicedo · Camargo · Carr · Carthy · Cepeda (vanaf 1/8) · Chaves · Cort · Doull · Eiking · Guerreiro · Healy · Howes (tot 31/7) · Keukeleire · Kudus · Langeveld · Morton (tot 31/7) · Nakane · Padun · Piccolo (vanaf 1/8) · Powless · Quinn · Rutsch · Scully · Shaw · Steinhauser · Urán · Valgren · J. van den Berg · M. van den Berg · Wiśniowski
Aranburu · Arcas · Barta · Erviti · García · Gaviria · González · Guerreiro · Hollmann · Izagirre · Jacobs · Jorgenson · Kanter · Lazkano · E. Mas · L. Mas · Mühlberger · Norsgaard · Oliveira · Pedrero · Rangel Costa · Rodríguez · Rojas · Romeo · Rubio · Samitier · Serrano · Sosa · Torres · Verona
Aranburu · Arcas · Barrenetxea · Barta · Canal · Cavagna · Cimolai · Formolo · García · Gaviria · Guerreiro · Jacobs · Lazkano · Mas · Milesi · Moro · Mühlberger · Norsgaard · Oliveira · Pedrero · Quintana · Rangel Costa (tot 19/8) · Romeo · Romo · Rubio · Samitier · Serrano · Sosa · Torres